# Francisco Maldonado
Francisco Maldonado (Salamanca, 1480-Villalar, 24 de abril de 1521) fue un noble castellano y el capitán salmantino en la guerra de las Comunidades de Castilla.

## Biografía

Escudo de los Maldonado

Era señor del pequeño concejo de El Maderal, en la actual provincia de Zamora, del que recibía un tributo en dinero, especies y trabajo, y gozaba de la facultad de nombrar al justicia y al escribano, dando el visto bueno a las ordenanzas y proponiendo al beneficiario de la iglesia. Algunos autores consideran que estas prerrogativas, aunque recortadas con respecto a un Estado feudal, tenían amplias contrapartidas en beneficio del concejo, ya que los Reyes Católicos defendieron a los concejos frente a los señores, dándoles opción a defender sus derechos ante los tribunales, lo que sería la causa de la implicación de los Maldonado en la sublevación comunera. Otros consideran que tal argumento viene desmentido por los hechos, como se evidencia en la alianza entre los sectores de la pequeña nobleza del linaje de los Maldonado con la incipiente burguesía y las clases populares de la ciudad, en contra de la política imperial de Carlos I. 
En un principio fue su primo Pedro Maldonado el encargado por la Junta en Salamanca de dirigir las milicias salmantinas. Sin embargo, debido a que era yerno de uno de los más cercanos colaboradores del rey Carlos I, el Conde de Benavente, su liderazgo causaba algún recelo en los estamentos populares de la ciudad, por lo que pasó a capitanearlas su primo: Francisco Maldonado. Resueltos estos recelos, compartieron el liderazgo. Ambos fueron hechos presos en abril de 1521 en Villalar. Francisco Maldonado fue ajusticiado en Villalar con los también famosos Bravo y Padilla. La pena de muerte de su primo Pedro, sin embargo, no se ejecutó hasta un año después. El pendón de los comuneros de Salamanca, único vestigio existente de la gesta y recientemente restaurado, se conserva en la capilla de Talavera, de la Catedral Vieja de Salamanca, fundada por Rodrigo Maldonado de Talavera, abuelo de Francisco y de Rodrigo.

### Antecedentes de la Revuelta Comunera

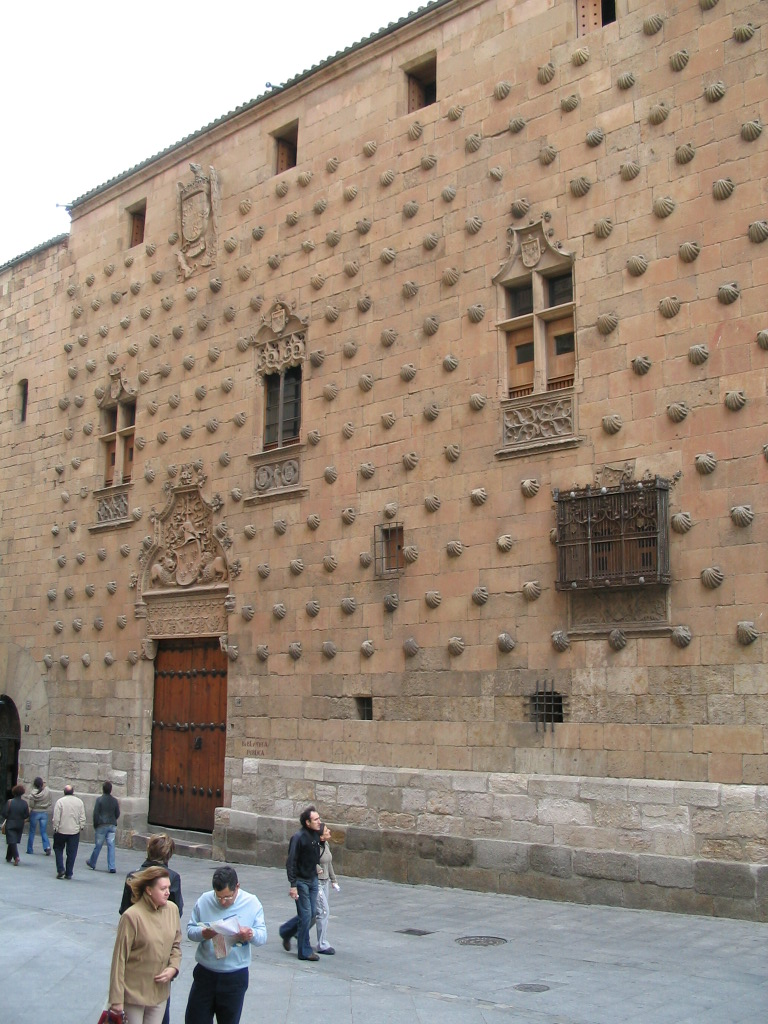
Casa de las Conchas, casa solariega de los Maldonado.

Carlos I llegó a la Corona de Castilla actuando de modo que molestó profundamente a sus nuevos súbditos:
- Coronarse rey, a la muerte de Fernando II de Aragón en 1516, cuando vivía su madre, la reina Juana I),
- Nombrar sucesor del Cardenal Cisneros, fallecido en 1517, como Arzobispo de Toledo a un flamenco de 20 años, Guillermo de Croy, y repartir cargos entre sus allegados de Gante.
- A la muerte del emperador Maximiliano I de Habsburgo, convoca Cortes para conseguir dinero (Servicio) con el que proclamarse Emperador en Alemania.

El descontento se extiende por la Corona de Castilla y León, y los regidores de Toledo envían mensajeros a otras ciudades para reclamar el voto en contra: al prohibirles Carlos que lo sigan haciendo, toma el relevo Salamanca, consiguiendo que las Cortes reunidas en Santiago de Compostela voten en contra del pedido real. Carlos suspende las Cortes y convoca otras a su medida en La Coruña, lo que enciende la mecha de los disturbios, que comienzan con la sublevación del Regidor de Segovia, Juan Bravo. 
Carlos marcha a Alemania, dejando como regente a Adriano de Utrecht, que decide ahogar en sangre la rebelión, pero otras ciudades como Toledo y Madrid la apoyan y debe retirarse a Arévalo, mientras los regidores de las ciudades sublevadas constituyen la Santa Junta en Ávila, que luego se traslada a Tordesillas para conseguir el apoyo de la reina Juana, lo que no logran, porque efectivamente la encuentran loca.
Carlos consigue atraerse a los componentes de la alta nobleza a su bando, pero el incendio de Medina del Campo por parte del ejército real atrae al pueblo llano a la causa comunera.

### La Revuelta Comunera en Salamanca
En Salamanca era regidor Pedro Maldonado Pimentel, Señor de Babilafuente, que apoyó la rebelión desde el principio. Sin embargo, debido a su parentesco con uno de los más cercanos colaboradores del rey Carlos I (era sobrino del Conde de Benavente), su liderazgo causaba algún recelo, por lo que pasó a capitanearlas su primo Francisco Maldonado. Resueltos estos recelos, compartieron el liderazgo. Francisco fue nombrado Capitán general de las milicias salmantinas y comisionado por la ciudad para pedir la ayuda del rey de Portugal a favor de la liberación de Juana.
Por la ciudad de Salamanca, integraban la Junta:
- Diego de Guzmán, hacendado
- Fr. Diego de Almaraz, comendador de la Orden de San Juan
- Francisco Maldonado
- Pedro Sánchez, cintero
- Juan de Villoria, pellejero.

### Guerra contra Carlos I y muerte

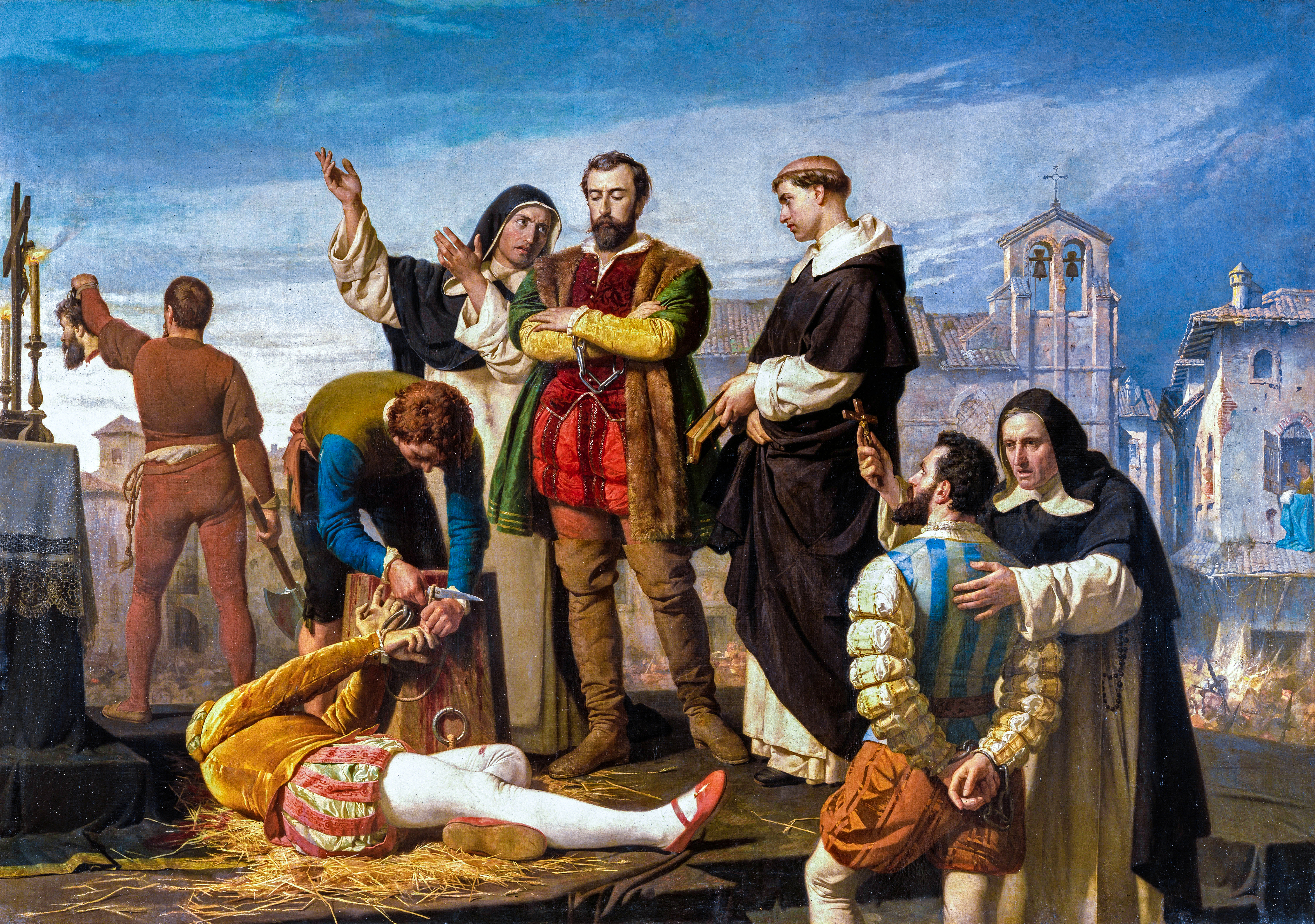
Los comuneros Padilla, Bravo y Maldonado en el patíbulo, de Antonio Gisbert Pérez. 1860. (Congreso de los Diputados de España, Madrid).

La lucha prosiguió, y Francisco Maldonado acudió, al frente de un ejército salmantino compuesto por 200 hombres a caballo y 6000 peones, a ayudar a Juan de Padilla y al obispo Antonio de Acuña a vencer el 21 de febrero de 1521 a Francés de Beaumont, realista refugiado en Torrelobatón, apresándolo pero respetando su vida. Francisco se hace cargo de las tropas de Juan de Ribera.
Los refuerzos que el Condestable de Castilla trae al ejército real, junto con errores propios, provocan la derrota de los comuneros en Villalar el 23 de abril. 
La madrugada del 24, Juan de Padilla, Juan Bravo y Francisco Maldonado son ejecutados tras un simulacro de juicio.
A continuación, se implanta un régimen de delaciones contra los comuneros, incitando a la denuncia a los ciudadanos para así salvarse ellos mismos. En la denuncia del Ldo. Martín de la Villa contra los comuneros de Salamanca, se dice textualmente:

Los diputados por los linajes Francisco Maldonado y San Miguel merecen mil muertes por alborotadores y malos.

El 12 de mayo, su cadáver es trasladado a Salamanca.
El 20 de mayo, Pedro Maldonado es encerrado en la cárcel de Simancas.
El 1 de octubre Carlos, ya Emperador, da un perdón general exceptuando a 293 nobles, entre los que se encuentra Pedro Maldonado, ejecutado en Simancas En 1523 dictó una Real Cédula convalidando los procesos.
Como castigo a los salmantinos que habían apoyado la rebelión, Carlos I ordenó también desmochar las torres de sus palacios (como se puede ver en la falta de torre en la esquina de la Casa de las Conchas, casa solar de los Maldonado), salvándose la torre del Clavero, la torre del Aire y pocas más.